# Sturisoma dariense
Sturisoma dariense är en fiskart som först beskrevs av Meek och Hildebrand, 1913.  Sturisoma dariense ingår i släktet Sturisoma och familjen Loricariidae. Inga underarter finns listade i Catalogue of Life.